# إدوارد ألبرت أوسترمان
إدوارد ألبرت أوسترمان (بالإنجليزية: Edward Albert Ostermann) هو ضابط أمريكي، ولد في 23 نوفمبر 1882 في كولومبوس في الولايات المتحدة، وتوفي في 18 مايو 1969.